# Jagdbergtunnel
Der Jagdbergtunnel ist ein 3,074 Kilometer langer Tunnel der Bundesautobahn 4 westlich von Jena, der die Ilm-Saale-Platte, eine Muschelkalk-Formation zwischen den Tälern von Ilm (bei Weimar) und Saale (bei Jena), unterquert. Das Bauwerk ist nach dem 288 Meter hohen Jagdberg benannt, der sich zwischen Jena-Göschwitz und dem Ostportal befindet. Der Tunnel ist einer der 10 längsten Straßentunnel in Deutschland.
Das Auffahren des Tunnels begann am 25. September 2008 mit einer feierlichen ersten Sprengung an der Südröhre. Am 27. August 2009 wurde die Südröhre durchschlagen – mehr als ein halbes Jahr vorfristig. Die ursprünglich für Mitte 2012 geplante Verkehrsfreigabe erfolgte am 30. Oktober 2014 für die in Richtung Westen (nach Frankfurt am Main) und am 18. November 2014 für die in Richtung Osten (nach Dresden) führende Röhre. Vorher wurde ein dreimonatiger Probebetrieb für die Rettungskräfte durchgeführt.

## Beschreibung
Das Bauwerk ist das Kernstück der so genannten Leutratal-Umfahrung der Bundesautobahn 4 zwischen den Anschlussstellen Bucha und Jena-Göschwitz. Die 11,8 Kilometer lange sechsspurige Trasse ersetzt die bisherige kurven- und steigungsreiche vierspurige Streckenführung durch das Tal. Nach Angaben der bundeseigenen Planungsgesellschaft DEGES war ein Ausbau der alten Strecke wegen der extremen Steigungen und der engen Kurvenradien notwendig, aber aus Naturschutzgründen nicht möglich. Die alte Strecke ist nach Inbetriebnahme der Umfahrung bis Sommer 2016 zurückgebaut und renaturiert worden.
Der Tunnel hat zwei Röhren, die 3074 Meter beziehungsweise 3070 Meter lang sind und jeweils drei Fahrstreifen sowie beidseitige Notgehwege aufweisen. Die Steigung in Richtung Westen beträgt 2,9 Prozent. Als Sicherheitsausrüstungen sind Notfallbuchten alle 560 Meter und zehn Querstollen mit Brandschutztoren im Abstand von 280 Metern vorhanden. Die Längslüftung erfolgt durch Strahlventilatoren. In der Tunnelmitte befindet sich ein 130 Meter hoher Abluftschacht. Ebenfalls in der Mitte des Tunnels befindet sich eine Geschwindigkeitsüberwachungsanlage („Blitzer“) in beiden Fahrtrichtungen. An beiden Tunneleingängen wird eine Abstandsmessung durchgeführt. Über die Länge des Tunnels (und den direkt danebenliegenden Lobdeburgtunnel) sind in regelmäßigen Abständen Schilderbrücken mit Wechselverkehrszeichen angebracht, die veränderliche Geschwindigkeitsbegrenzungen, Warnungen (Unfall, Baustelle, Panne, Wartung) sowie Fahrbahnsperrungen anzeigen.
Als erster Autobahntunnel Deutschlands hat der Jagdbergtunnel neben einer Brandmeldeanlage eine automatische Brandbekämpfungsanlage erhalten.  Die Brandbekämpfungsanlage wurde vorgesehen, damit Gefahrguttransporter aufgrund der gültigen Vorschriften zur Sicherheit in Straßentunnels den Tunnel nicht, wie im längsten Tunnel Deutschlands, dem 7.916m langen Rennsteigtunnel, über Landstraßen und durch Ortschaften hindurch umfahren müssen. Wie schon im Pörzbergtunnel wurde hier eine Druckluftschaum-Löschanlage installiert, die beide Tunnelröhren vollständig abdeckt und einen erkannten und lokalisierten Brand in 75m-Abschnitten selbsttätig bekämpft. So soll die Selbstrettung der sich im Tunnel befindlichen Menschen sichergestellt, der Einsatz der Feuerwehr ermöglicht und das Tunnelbauwerk geschützt werden. Das Thüringer Landesamt für Bau und Verkehr stellte hierzu fest, dass sich für ein System auf Basis des Löschmittels Druckluftschaum im Vergleich zu anderen stationären Systemen auf der Basis von Sprühnebel hauptsächlich Vorteile in der Löschwirkung, der Energieeffizienz und des Wartungsaufwandes ergaben. Die Brandbekämpfungsanlage konnte bei einem LKW-Brand am 27. Juli 2016 und einen PKW-Brand am 21. August 2017 ihre Wirksamkeit bestätigen und ermöglichte die Freigabe für den Verkehr nach 15 bzw. 30 Minuten nach dem Brand und begrenzte die Beschädigung des Tunnelbauwerks wirksam.
Das Ostportal des Tunnels befindet sich einen Kilometer westlich der Saale, das Westportal nahe der Ortschaft Oßmaritz. Bewohner von Orten am Westportal haben erfolglos versucht, zumindest eine Verlängerung des Tunnels nach Westen zu erwirken, um vom Straßenlärm weniger betroffen zu sein. Im März 2008 wies das Bundesverwaltungsgericht in Leipzig entsprechende Eilanträge zurück. Die DEGES baute acht Kilometer Lärmschutzwälle, um die Belastung der Anwohner zu reduzieren.
Nach Prognosen sollen zukünftig bis zu 67.000 Fahrzeuge täglich den Streckenabschnitt benutzen. 2025 ist ein Anstieg auf 80.000 Fahrzeuge prognostiziert, ein Viertel davon soll auf den Schwerlastverkehr entfallen.

## Kostensteigerungen
Die genehmigten Baukosten des Tunnels betragen 385 Millionen Euro. Im Jahr 2008 wurde mit Kosten von 295 Millionen Euro gerechnet. Zunächst war vorgesehen, dass Gefahrguttransporte den Tunnel nicht passieren dürfen. Davon sind Planer und Behörden im Laufe der Bauausführung jedoch abgerückt. Die nötigen Sicherheitsvorkehrungen verteuerten das Tunnelprojekt. Die Anlage zur Brandbekämpfung soll nach Angaben des Thüringer Verkehrsministeriums 14 Millionen Euro extra kosten.
Wassereinbrüche führten zu einem nachträglichen Einbau von Sperrbauwerken und Drainagen. Die Zusatzkosten wurden dabei mit vier bis fünf Millionen Euro beziffert. Außerdem verzögerte sich die Fertigstellung um ein Jahr.
Die überflüssig gewordene 10 Kilometer lange vormalige Autobahnstrecke der A 4 bei Jena wurde ab 2015 zurückgebaut und renaturiert. Dies betrifft nicht nur die Beton- und Asphaltfahrbahnen, sondern auch 17 Brückenbauwerke und vier Parkplätze. Die Beseitigung der Fahrbahndecken entspricht einer Menge von 14.000 Ladungen von 20-Tonnen-LKW.

## Bilder

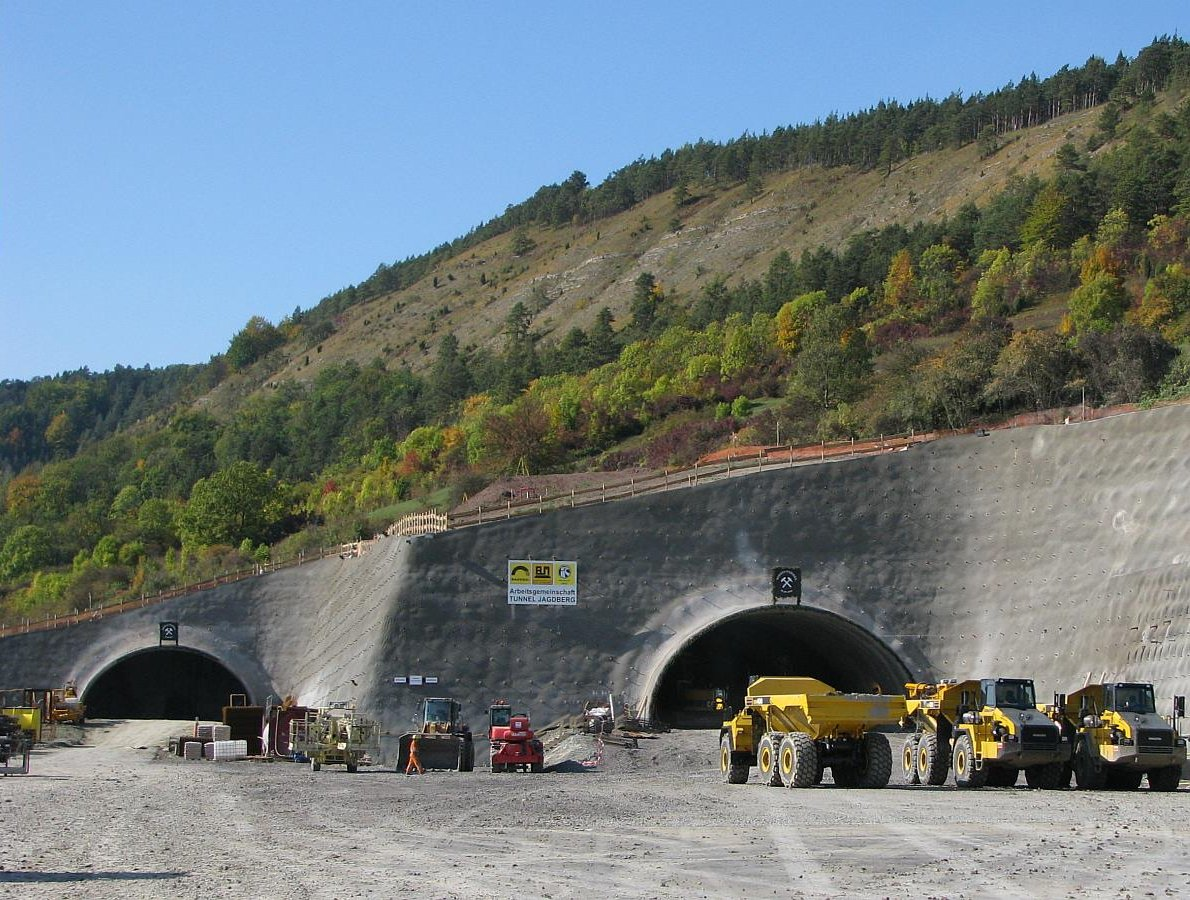
Ostportale für den Tunnelvortrieb im September 2008
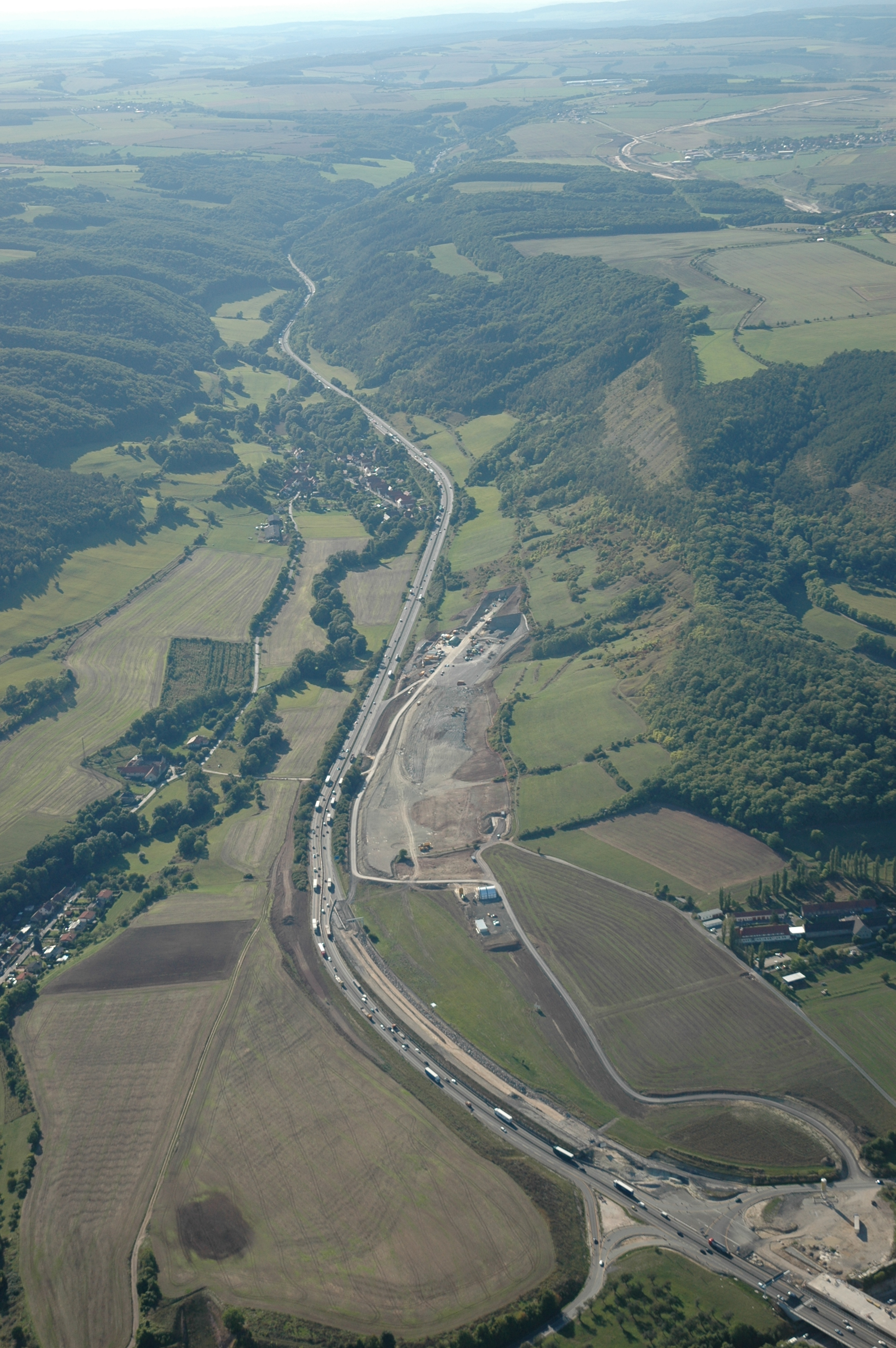
Luftaufnahme, September 2008
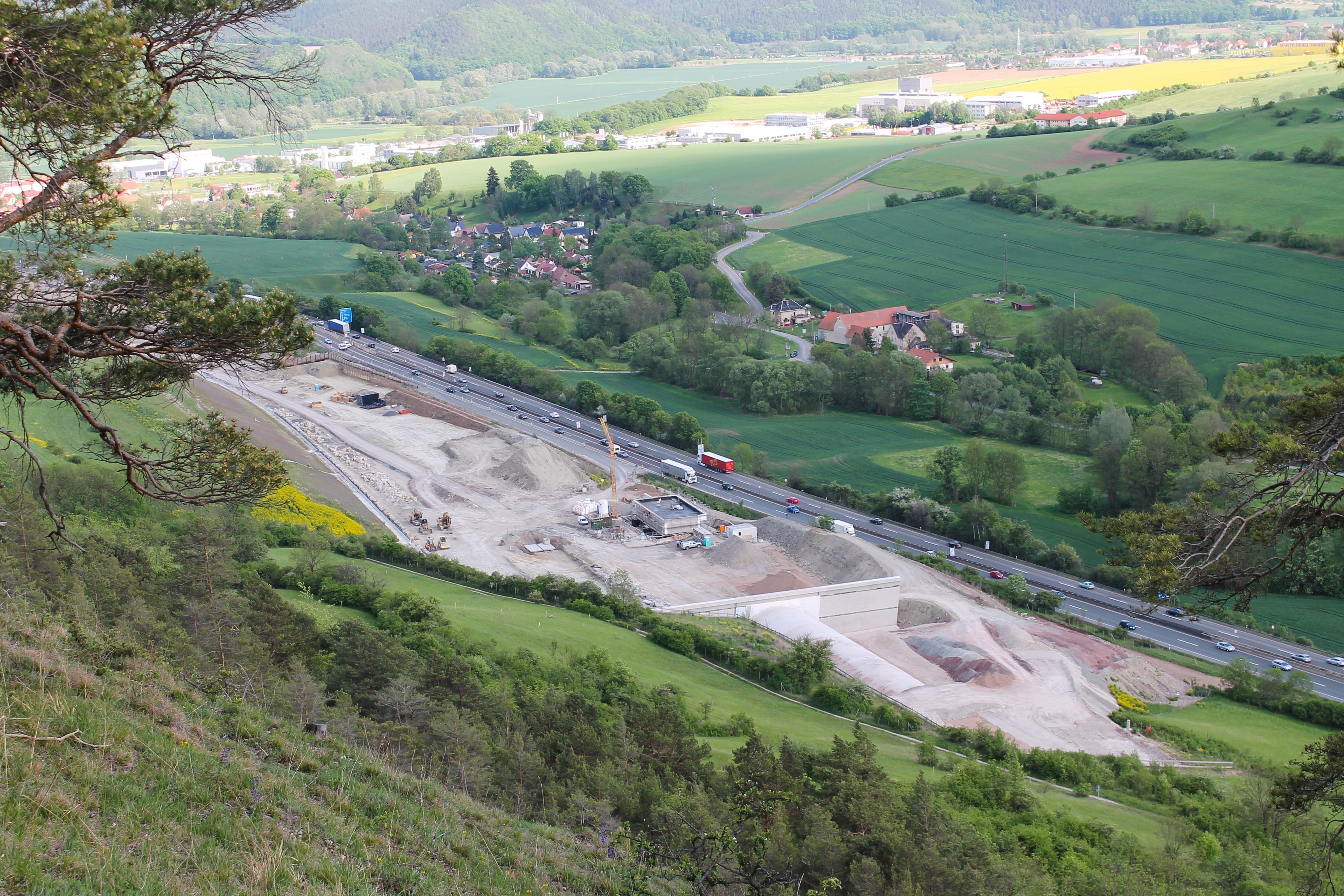
Blick auf das Ostportal und die Baustelle, Mai 2012
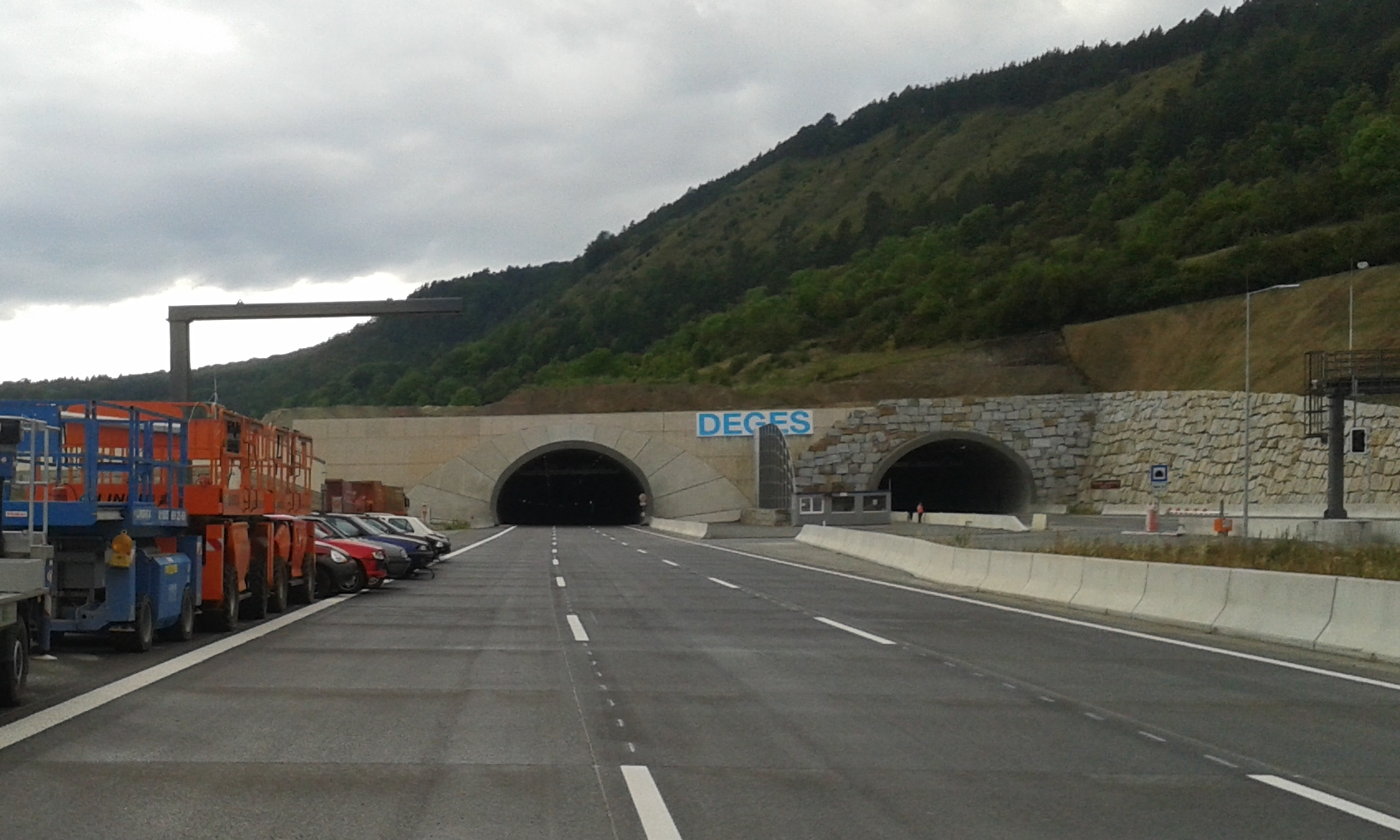
Blick auf das Ostportal kurz vor der Fertigstellung, August 2014

## Zeitungsberichte
- Ostthüringer Zeitung, 23. Juli 2008, Seite 1: Jagdbergtunnel komplettiert die A4
- Thüringer Allgemeine, 23. Juli 2008, Seite 6: Nadelöhr Leutratal verschwindet
- Thüringer Allgemeine, 26. September 2008, Seite 6: Der breiteste Tunnel Thüringens
- Thüringische Landeszeitung, 6. August 2014, Seite 3: Staatsgeheimnis um den Jagdbergtunnel. Für die Inbetriebnahme des neuen Autobahnteilstücks nennt niemand einen Termin – Tunnelfest am 23. August. Ganzseitiger Bericht von Sibylle Göbel